# Bulgobac River
Der Bulgobac River ist ein Fluss im Nordwesten des australischen Bundesstaates Tasmanien.

## Geografie

### Flusslauf
Der etwas mehr als zwölf Kilometer lange Fluss entspringt an den Nordhängen des Mount Charter, rund drei Kilometer nordöstlich des Lake Mackintosh und fließt in einer S-Kurve nach Westen. Kurz nach seiner Quelle unterquert er den Murchison Highway. Etwa zwei Kilometer nordwestlich der Siedlung Bulgobac in der Sawmill Creek Forest Reserve mündet er in den Que River.

### Nebenflüsse mit Mündungshöhen
- Animal Creek – 393 m[1]